# 中入
中入（なかいり）とは、本来の意味としては、大相撲で取組の途中に入れる休憩のこと。相撲以外の興行でも使われる。

## 大相撲における中入
十両と幕内の取組の間に入れる。十両最後の取組前には、呼出・行司が東西の力士の四股名を二声で呼び上げた上で、「この相撲一番にて中入」と行司が宣言する。
十両の取組が終わると、ただちに幕内力士の土俵入り、続いて横綱土俵入りが行われる。土俵入りが終わると、十両の取組を担当した審判委員が退出し、本来的な休憩の意味での「中入」となる。中入りの間に、1970年1月場所2日目からは立行司による翌日の取組を知らせる顔触れ言上が行われている（13日目以降を除く。13日目・14日目は中入の時点ではその翌日（それぞれ14日目・千秋楽）の取組が未定であるため。14日目の取組を13日目の全取組終了後に編成するようになったのは2023年11月場所以降）。千秋楽の中入は十両以下各段の表彰式（同点者がいれば優勝決定戦が終わってから行う）が行われる。
NHKのテレビ中継ではこの間に新十両・新三役力士のインタビューや過去の名勝負の特集などの企画放送を行う。時間帯は大体16時以降だが、長さは十両以下の進行などによって一定しない。
大正時代までは、中入前にも幕内の取組を何番か入れることがあった。そのため、戦後、相撲人気を盛り上げようとした試みの中で、1946年（昭和21年）11月場所に勝敗を予想する「相撲くじ」が導入されたときに、翌日の幕内の取組の中から3番を選び、勝敗を投票してもらい、その取組を中入前に行い、中入の休憩時に正解者の抽選を行って賞品を出したことがあった。
しかし、実施すると不評でくじはその場所限りで廃止、幕内の取組を中入前に行うことも、その場所限りであった。

## 大相撲以外における中入
中入の語は、寄席など、相撲以外の興行における休憩の意味でも使われる。
能や狂言では、前半が終了して一旦シテが退場する際に中入と呼ばれることがある。